# Podișul Hotinului
Podișul Hotinului (în limba ucraineană Хотинська височина, transliterat: Hotînska vîsocina, găsit și sub forma de Podișul Hotin sau de Dealurile Hotinului) reprezintă o subzonă  de podiș colinar situată în interfluviul interfluviul Prut–Nistru care, face parte din Podișul Moldovei de Nord. 

## Delimitare

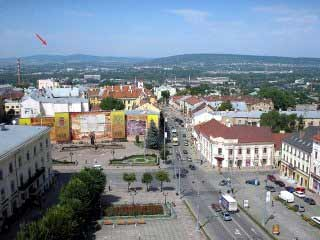
Muntele Berda văzut din Piața Centrală a Cernăuțiului (în zona în care indică săgeata).

Culmea Dealurilor Hotinului începe în Bucovina de nord, de unde se prelungește în nordul arealului Basarabiei istorice, urmând astfel malul drept al Nistrului (care îl separă de Podișul Podoliei) pe direcția est-vest spre Ocnița și fiind delimitată la est de Platoul Basarabiei de Nord. Actual zona se află localizată administrativ în Ucraina.
Prin râul Prut se delimitează în zona sudică atât de Podișul Sucevei, respectiv de Dealurile Cernăuțiului și de Culmea Siretului (dealul Ibănești din Culmea Bour-Dealu Mare), cât și de Câmpia Moldovei (subunitatea Câmpia Jijiei Superioare). La vest și nord-vest intră în contact cu Dealurile Horodenkăi din Pocuția.
Cea mai mare parte zonei de podiș aparține raionului Hotin, iar restul zonei suburbane a Cernăuțiului și raionului Zastavna, precum și în sud înspre Prut, raionului Noua Suliță.

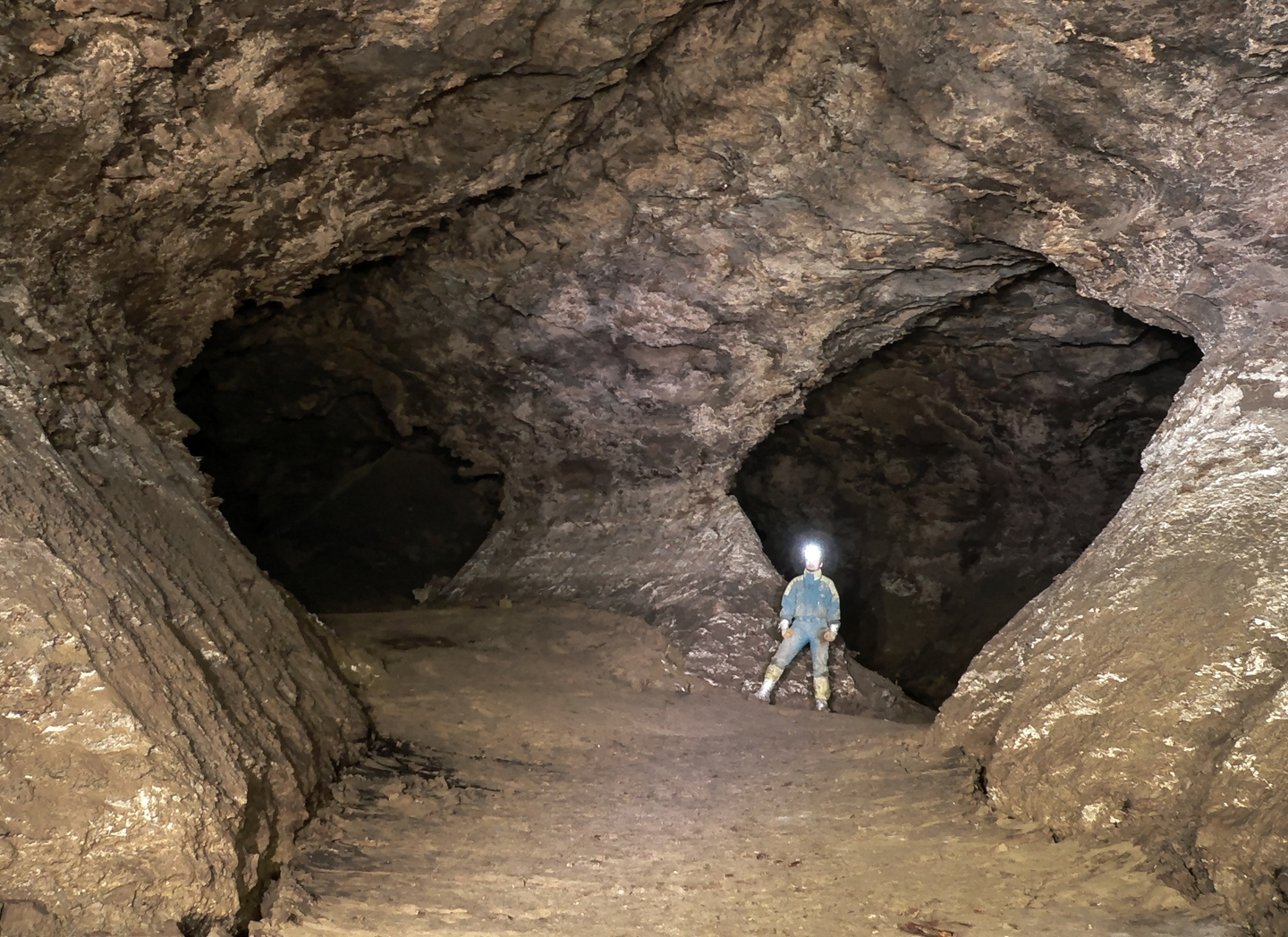
Imagine din peștera Emil Racoviță.

## Date geologice
Litologic sunt răspândite în areal calcarul, gresia, argila și ghipsul. În interfluviul Prut–Nistru și în Podișul Podoliei se află cele mai mari aglomerări de forme carstice din Ucraina,  astfel că în Podișul Hotinului se află una dintre cele mai mari peșteri în ghips din lume, Peștera Emil Racoviță (în limba ucraineană Попелюшка, transliterat: Popeliușca – în limba română Cenușăreasa, de 91 km lungime).

## Geomorfologie
Cu altitudinii medii de 350-400 m, reprezintă unul dintre cele mai înalte areale din interfluviul Prut–Nistru. Cel mai înalt punct al Podișului Hotinului este vârful Berda (515 m) care, reprezintă în același timp și cel mai înalt punct din zona de șes a Ucrainei.
Arealul este în fapt un platou deluros asimetric, cele mai înalte zone ale sale fiind formate din suprafețe structurale cu pante abrupte.

## Date bio-pedo-climatice
În  areal există păduri de foioase de stepă, între Cernăuți și Hotin.
Delurile Hotinului formează partea de nord a Parcului Peisagistic Regional Cernăuți.

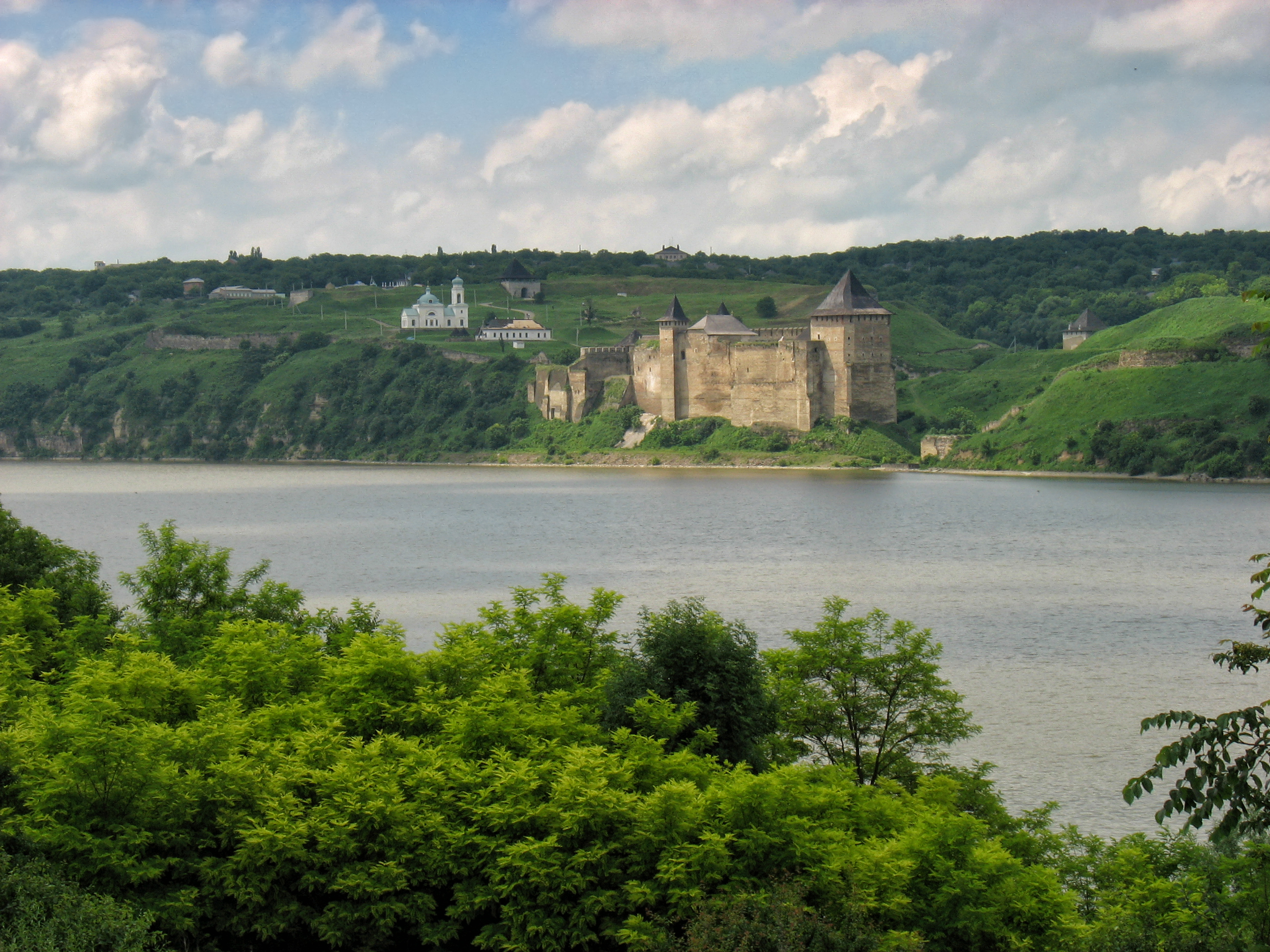
Perspectivă asupra zonei Cetății Hotinului de pe malul stâng al Nistrului.